# Дых-Котю-Бугойсу
Дых-Котю-Бугойсу (Дыхсу) — сложный долинный ледник в Кабардино-Балкарии, второй по площади на Кавказе (после Безенги). Длина ледника составляет 13,3 км, площадь — 34 км².
Ледник спускается с восточных склонов гор Шхара, Башхааузбаши, Крумкол, и Коштантау (с высот более 5000 м) и принимает справа ледник-приток Айлама, начинающийся с Айлама и горы Цурунгал Главного Кавказского хребта.
Фирновая линия лежит на высоте 3300 м.
Язык ледника спускается до 2070 м и даёт начало реке Дыхсу — левому истоку реки Черек Балкарский.
Около 20 % площади ледника покрыто мореной.
С конца XIX века ледник отступил на 1750 м.